# Tre quarti centro
Il tre quarti centro (in inglese centre) è un ruolo del rugby. I centri devono avere buone capacità per tutti gli aspetti del gioco: devono essere in grado di rompere la linea difensiva avversaria e di poter fare dei buoni passaggi. Quando si passa all'azione di difesa, i centri devono essere degli ottimi placcatori. Di solito i due centri si dividono in centro interno ed esterno ma, a volte, vengono schierati come centro di destra e centro di sinistra.
Il centro esterno (numero 13), che è quello che viene schierato più lontano dalla formazione di mischia, è solitamente più leggero ed è il più agile dei due centri. I centri sono di solito dei giocatori di sfondamento a cui viene passata la palla, solitamente dal mediano d'apertura, per creare degli spazi nella linea della difesa avversaria, prima di giocare il pallone verso le ali evitando che la stessa difesa si ricomponga.
Il centro interno (numero 12) tende invece ad essere il più grosso dei due, ed è quello che si schiera dal lato più vicino alla mischia. In difesa o in attacco questo giocatore si trova sempre nel mezzo dell'azione, attacca la difesa avversaria creando degli spazi per permettere l'inserimento in gioco dell'altro centro e, in difesa, è il primo placcatore insieme ai giocatori di mischia. Possedere alcune capacità tecniche del mediano d'apertura, come il passaggio e il calcio del pallone, può essere di notevole aiuto ai centri, perché questi giocatori possono prendere il posto dello stesso mediano d'apertura nel caso questo sia impegnato in un ruck o una maul.
Alcuni centri presenti nella International Rugby Hall of Fame sono: André Boniface (Francia), Mike Gibson (Irlanda e Lions), Philippe Sella (Francia), Tim Horan (Australia), Jo Maso (Francia) e Gwyn Nicholls (Galles, Lions).